# Dolomedes angustivirgatus
Espèce
Dolomedes angustivirgatus est une espèce d'araignées aranéomorphes de la famille des Dolomedidae.

## Distribution
Cette espèce se rencontre au Japon, en Chine et en Corée du Sud.

## Description
Le mâle décrit par Kishida en 1936 mesure 20 mm.
Les mâles mesurent de 12,50 à 16,96 mm et les femelles de 12,63 à 19,83 mm.

## Systématique et taxinomie
Cette espèce a été décrite par Kishida en 1933.

## Publication originale
- Kishida, 1933 : Idiobiologia Aranearum, Ars Press, Tokyo, p. 1-82.